# آکوامن و پادشاهی گم‌شده
آکوامن و پادشاهی گم‌شده (انگلیسی: Aquaman and the Lost Kingdom) یک فیلم ابرقهرمانی آمریکایی محصول ۲۰۲۳ بر پایهٔ شخصیت آکوامن از دی‌سی کامیکس است. این فیلم به‌وسیلهٔ دی‌سی استودیوز، اتومیک مانستر و د سفرن کمپانی تولید و به‌وسیلهٔ برادران وارنر پیکچرز توزیع شد. این فیلم دنبالهٔ آکوامن (۲۰۱۸) و پانزدهمین فیلم و آخرین قسمت در دنیای توسعه‌یافته دی‌سی به‌شمار می‌رود. فیلم‌نامه را دیوید لسلی جانسون-مک‌گلدریک نوشت و جیمز وان آن را کارگردانی کرد. جیسون موموآ نقش اصلی آرتور کِری / آکوامن را بازی می‌کند و در کنارش پاتریک ویلسون، امبر هرد، یحیی عبدالمتین دوم، رندل پارک، دولف لاندگرن، تمورا موریسون، مارتین شورت و نیکول کیدمن حضور دارند.
موموآ داستان دنبالهٔ آکوامن را هنگام ساخت فیلم نخست مطرح کرد. وان برای ساخت دنباله عجله‌ای نداشت اما در ژانویهٔ ۲۰۱۹ نظارت بر دنباله را پذیرفت. یک ماه پس از آن جانسون-مک‌گلدریک برای نوشتن فیلم‌نامه قرارداد بست و وان در اوت ۲۰۲۰ تأیید کرد که کارگردانی این فیلم را بر عهده می‌گیرد. به گفتهٔ وان، این فیلم در فضاسازی داستانی آکوامن گسترش داده می‌شود و عنوان آن را در ژوئن ۲۰۲۱ اعلام کرد. فیلم‌برداری در پایان همان ماه آغاز شد و در ژانویهٔ ۲۰۲۲ به پایان رسید. بریتانیا، هاوایی، لس آنجلس و نیوجرسی و همچنین نیوزیلند از مکان‌های فیلم‌برداری بودند.
آکوامن و پادشاهی گم‌شده در ۱۹ دسامبر ۲۰۲۳ در لس آنجلس به نمایش درآمد و در ۲۲ دسامبر از طریق برادران وارنر پیکچرز منتشر شد. این فیلم با نقدهای منفی از سوی منتقدان روبه‌رو شد و بیش از ۴۳۳ میلیون دلار در سطح جهانی فروش داشته‌است.

## داستان
چهار سال پس از پادشاه‌شدن آرتور کوری بر آتلانتیس، او با مرا ازدواج کرده و صاحب پسری به نام آرتور جونیور شده و زندگی خود را میان خشکی و دریا تقسیم کرده است. در همین حال، دیوید کین، معروف به بلک مانتا همچنان در پی انتقام‌گرفتن از آرتور به‌خاطر مرگ پدرش است و با زیست‌شناس دریایی استفن شین همکاری می‌کند تا اشیای باستانی آتلانتی را پیدا کند. زمانی‌که شین به‌طور اتفاقی حفره‌ای در جنوبگان کشف می‌کند، مانتا به نیزهٔ سیاهی دست می‌یابد که او را در اختیار می‌گیرد؛ آفریننده‌اش وعده می‌دهد که با این نیزه قدرت نابودی آرتور و آتلانتیس را به او خواهد داد.
پنج ماه بعد، مانتا به انبار اوریکالکوم در آتلانتیس نفوذ می‌کند تا این ماده را برای تغذیه ماشین‌های باستانی آتلانتی‌اش بدزدد؛ ماشین‌هایی که منشأ آن‌ها به‌دلیل طراحی ناشناس‌شان برای آتلانتیس امروزی روشن نیست. نیروهای آتلانتیسی هنگام سرقت به آن‌ها حمله می‌کنند و در نبردی که درمی‌گیرد، مرا زخمی می‌شود. آرتور درمی‌یابد که استفاده از اوریکالکوم، که مقدار زیادی گازهای گلخانه‌ای منتشر می‌کند، نه تنها دمای سیاره را افزایش داده و باعث هوای شدید و اسیدی‌شدن اقیانوس‌ها شده، بلکه در گذشته نیز نزدیک بود باعث انقراض جهانی شود. برای یافتن محل اختفای مانتا، آرتور برادر ناتنی‌اش اورم را از زندان فراری می‌دهد و با هم به پناهگاه دزدان دریایی موسوم به قلعهٔ غرق‌شده می‌روند و با «شاه‌ماهی» دیدار می‌کنند تا از محل مانتا اطلاعات کسب کنند.
اطلاعات آن‌ها را به جزیره‌ای آتشفشانی در اقیانوس آرام جنوبی می‌برد، جایی که پس از عبور از گیاهان و جانورانی که در اثر اوریکالکوم جهش یافته‌اند، با نیروهای مانتا درگیر می‌شوند. در آن‌جا، اورم نیزهٔ سیاه را لمس می‌کند و دچار رؤیاهایی دربارهٔ منشأ آن می‌شود. او درمی‌یابد که نیزه توسط کورداکس، برادر شاه آتلان و فرمانروای پادشاهی گمشدهٔ نِکروس ساخته شده است. کورداکس پس از تلاش نافرجام برای غصب تاج و تخت، با استفاده از جادوی خون زندانی شده بود. با درک اینکه خون هر یک از نوادگان آتلان می‌تواند کورداکس را آزاد کند، آرتور و اورم نتیجه می‌گیرند که مانتا آرتور جونیور را ربوده است. با کمک شین، آتلانتیسی‌ها تشخیص می‌دهند که زندان کورداکس و پادشاهی گمشدهٔ نکروس در جنوبگان قرار دارند.
در نکروس، آرتور با مانتا مبارزه می‌کند و نزدیک است کشته شود که مرا سر می‌رسد و شوهرش را نجات می‌دهد. مانتا نیزهٔ سیاه را به‌سوی مرا که در حال نجات فرزندشان است پرتاب می‌کند، اما اورم آن را پیش از برخورد می‌گیرد. روح کورداکس، مانتا را ترک کرده و وارد بدن اورم می‌شود؛ اورم با آرتور مبارزه می‌کند و با استفاده از خون او، کورداکس را آزاد می‌سازد. آرتور، برادرش را قانع می‌کند که از نفرتش نسبت به او دست بکشد؛ سپس موفق می‌شود هم کورداکس و هم نیزهٔ سیاه را نابود کند. با ناپدید شدن جادوی کورداکس، نکروس شروع به فروپاشی می‌کند. مانتا کمک آرتور را رد کرده و خود را به درون یک شکاف رها می‌کند.
آتلانتیسی‌ها و شین به‌سلامت می‌گریزند و تصمیم می‌گیرند که اورم رستگار شده است. آرتور و مرا قصد دارند به آتلانتیس اعلام کنند که اورم مرده، به شرط آن‌که در خشکی پنهان بماند. آرتور با باور به ضرورت اتحاد میان پادشاهی‌های زیر دریا و دنیای روی زمین برای جلوگیری از تخریب بیشتر اقیانوس‌ها و سیاره، در سازمان ملل متحد حضور می‌یابد و با اعلام موجودیت آتلانتیس، قصدش را برای تبدیل آن به یک کشور عضو سازمان ملل بیان می‌کند.

## بازیگران
- جیسون موموآ در نقش آرتور کُری/آکوامن: پادشاه نیمه انسان آتلانتیس.[۷]
- پاتریک ویلسون در نقش شاهزاده اُرم: برادر ناتنی آرتور و پادشاه سابق آتلانتیس.[۸]
- امبر هرد در نقش پرنسس مِرا: دختر پادشاه نِروس و نامزد آکوامن.[۹]
- دولف لاندگرن در نقش پادشاه نِروس: پدر مِرا.[۱۰]
- یحیی عبدالمتین دوم در نقش بِلَک مانتا: یک دزد دریایی بی رحم که از آکوامن متنفر است و قصد کشتن او را دارد.[۱۱]
- رندل پارک در نقش دکتر شین: همکار بِلَک مانتا.
- تمورا موریسون در نقش تام کُری: پدر آرتور.[۱۲]
- نیکول کیدمن در نقش ملکه آتلانا: مادر آرتور.

## تولید

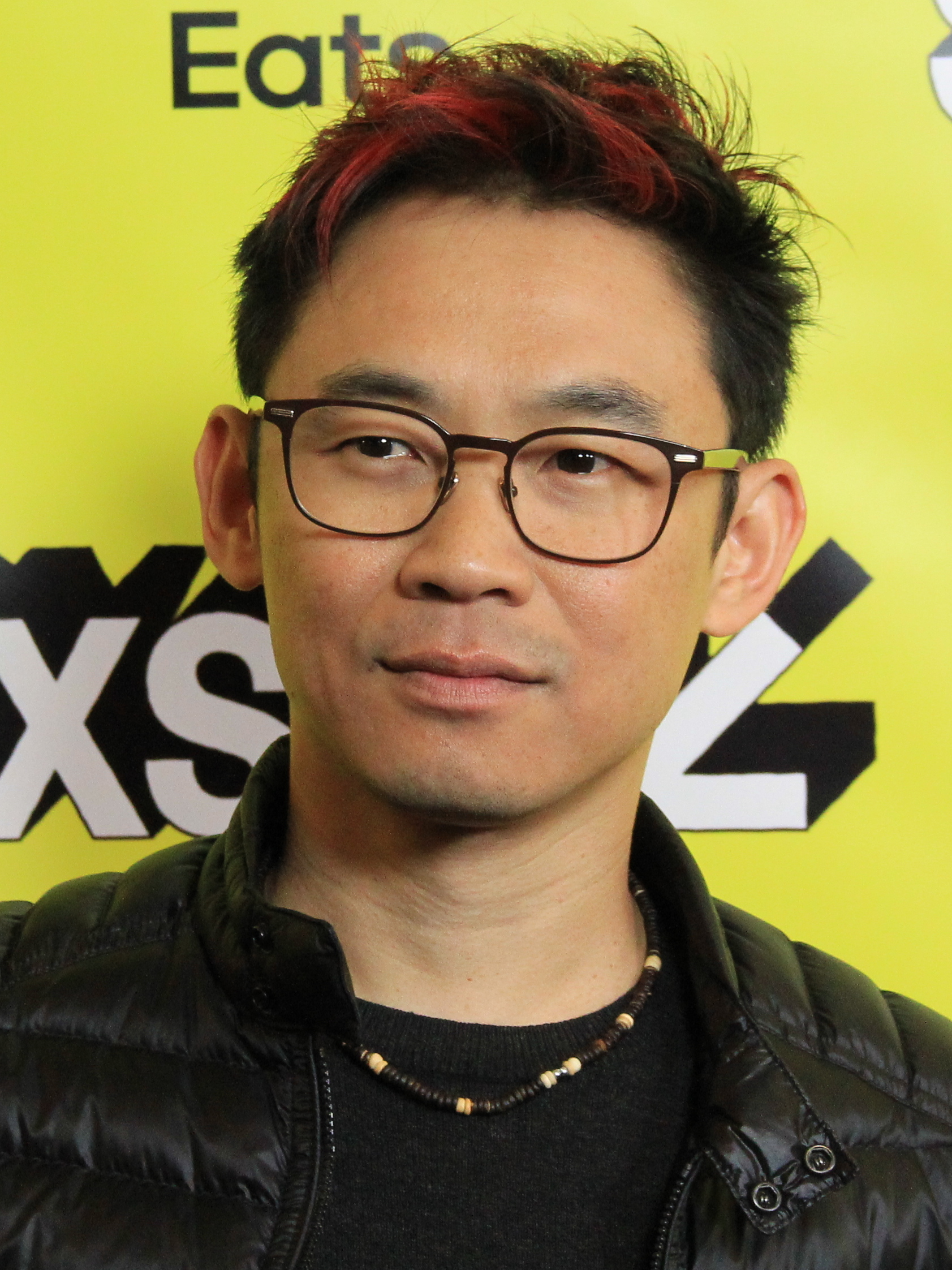
جیمز وان، سال ۲۰۱۹.

### توسعه
در طول تولید آکوامن (۲۰۱۸)، ستاره جیسون موموآ یک طرح داستانی برای دنباله‌ای ساخت که به توبی امریش رئیس برادران وارنر پیکچرز و پیتر سافران تهیه‌کننده داد. در اکتبر ۲۰۱۸، قبل از اکران فیلم، موموآ گفت که بیشتر درگیر ساخت یک دنبالهٔ بالقوه خواهد بود و انتظار داشت فیلمبرداری آن در سال ۲۰۱۹ آغاز شود. کارگردان جیمز وان گفت که چندین خط داستانی وجود دارد که می‌تواند از آکوامن بیرون بیاید، با این فیلم که هفت پادشاهی زیر آب را معرفی می‌کند که هنوز به‌طور کامل کاوش نشده‌اند. امریش به اندازه کافی به پیش‌بینی‌های گیشهٔ این فیلم تا اوایل دسامبر اعتماد داشت تا شروع به بحث دربارهٔ دنباله آن کند. در پایان ژانویه، زمانی که آکوامن قرار بود به پردرآمدترین فیلم بر اساس یک شخصیت دی‌سی کامیکس تبدیل شود، برادران وارنر در حال مذاکره با وان برای نظارت بر توسعه و نوشتن دنباله ای با پتانسیل بازگشت به عنوان کارگردان بود. جف بوچر از ددلاین هالیوود خاطرنشان کرد که وان از دنباله‌های فیلم‌های قبلی‌اش توطئه‌آمیز (۲۰۱۰) و احضار (۲۰۱۳) بسیار محافظت می‌کرد و در ساخت جهان آکوامن «عمیقاً سرمایه‌گذاری کرد». وان قبلاً دنیای آکوامن را با دیگر دنیاهای تخیلی مانند سرزمین میانی، کهکشان جنگ ستارگان و دنیای جادوگری مقایسه کرده بود.
در اوایل فوریه ۲۰۱۹، برادران وارنر نوآ گاردنر و آیدان فیتزجرالد را برای نوشتن فیلمنامه یک فیلم اسپین‌آف آکوامن با عنوان ترنچ بر اساس یکی از پادشاهی‌های معرفی شده در فیلم اول استخدام کردند. انتظار می‌رفت این فیلم بودجه کمتری داشته باشد و بازیگران اصلی آکوامن، با تهیه‌کنندگی وان و سافران، حضور نداشته باشند. کیت بوریس از هالیوود ریپورتر گزارش داد که هنوز بحث جدی در مورد دنباله مستقیم آکوامن بین استودیو، وان و موموآ صورت نگرفته‌است، زیرا آنها می‌خواستند ابتدا کمی «نفس بکشند»، اما چند روز بعد او گزارش داد که توسعهٔ فعال یک دنباله با همکاری نویسنده فیلم اول و همکار مکرر وان، دیوید لزلی جانسون-مک گلدریک در حال انجام است که برای نوشتن فیلمنامه امضا می‌کند. در پایان ماه فوریه، برادران وارنر، آکوامن ۲ را برای اکران در ۱۶ دسامبر ۲۰۲۲ برنامه‌ریزی کرد. ماه بعد، سافران توضیح داد که او و وان نمی‌خواهند عجله‌ای برای ساخت دنباله داشته باشند و برادران وارنر از آن حمایت می‌کردند، به همین دلیل اکران فیلم برای چهار سال پس از فیلم اول برنامه‌ریزی شد. او اضافه کرد که آنها به فرانچایز آکوامن به شیوه‌ای مشابه به دنیای سینمایی احضار نزدیک می‌شوند، با اسپین آف‌هایی مانند ترنچ که در کنار فیلم‌های «مادرشیپ» با بازی آکوامن، داستان‌های پادشاهی‌های زیر آب را بررسی می‌کند. سافران گفت وان «معماری، اسلحه‌خانه، ارتش، ظاهر، حس و حال عمومی» هر یک از هفت پادشاهی را می‌دانست و می‌خواست همه آنها را در پروژه‌های آینده کشف کند.
در ژوئیه ۲۰۱۹، وان قرار بود فیلم بدخیم (۲۰۲۱) را قبل از شروع کار روی آکوامن ۲ کارگردانی کند. پاتریک ویلسون در ماه نوامبر گفت که دربارهٔ برنامه‌های دنباله‌دار با وان صحبت کرده‌است و نشان داد که در فیلم اول نقش آورم ماریوس / استاد اقیانوس را تکرار خواهد کرد. یک ماه بعد، یحیی عبدالمتین دوم تأیید کرد که در نقش دیوید کین / بلک مانتا بازگشته است و به دنبال تجلی شخصیت است. جانسون-مک گلدریک در مارس ۲۰۲۰ اظهار داشت که دنباله آن بر اساس یک کتاب کمیک خاص ساخته نمی‌شود، بلکه از داستان‌های عصر نقره‌ای آکوامن از کتاب‌های مصور الهام گرفته‌است که بلک مانتا را به عنوان شخصیت شرور نشان می‌دهد. در یک رویداد مجازی در ماه اوت تأیید شد که وان کارگردانی دنباله را برعهده خواهد داشت، او گفت که این فیلم جدی‌تر از فیلم اول است و مضامینی دارد که بیشتر به دنیای واقعی مرتبط هستند. او افزود که این فیلم شامل ساخت جهان و کاوش بیشتر در پادشاهی‌های زیر آب می‌شود و برخی از عناصر ترسناک مشابه سکانس ترانچ در فیلم اول را به نمایش می‌گذارد. توانایی گسترش جهان‌سازی فیلم اول، یکی از دلایل کلیدی انتخاب وان برای کارگردانی دنبالهٔ فیلم همراه با فیلمنامه جانسون-مک گلدریک بود، که وان احساس می‌کرد «داستانی واقعاً جالب برای بازگرداندن همه این شخصیت‌ها و سپس رشد دادن آنها به طرزی بزرگ» دارد.
امبر هرد در ماه نوامبر شایعاتی را مبنی بر اینکه او نقش خود را در نقش مرا در اولین فیلم پس از اتهامات آزار خانگی که توسط همسر سابقش جانی دپ علیه او مطرح شده بود، رد کرد. در آن ماه، طوماری مبنی بر اخراج هرد از فرنچایز بیش از ۱٫۵ میلیون امضا دریافت کرد، و پس از آن صورت گرفت که برادران وارنر دپ را از جانوران شگفت‌انگیز: اسرار دامبلدور (۲۰۲۲) حذف کند، زیرا ادعاهای سوء استفاده توسط د سان در یک دادخواست افترا که توسط دپ علیه د سان ارائه شده بود، «به‌طور قابل ملاحظه‌ای درست» اعلام شد. سفران گفت که آنها هرگز به ساخت فیلم بدون او فکر نمی‌کردند و به «فشار محض طرفداران»، طومار و سایر مکالمات رسانه‌های اجتماعی واکنش نشان نمی‌دهند. با این حال، هرد بعداً (در طول محاکمهٔ دپ در برابر هرد که توسط دپ علیه او مطرح شده بود) اظهار داشت که «آنها نمی‌خواستند» او را در فیلم بگنجانند و او مجبور بود برای حفظ نقش خود بجنگد. او همچنین مدعی شد که در فیلمنامه تجدیدنظرهایی صورت گرفته که نقش او را در یک «نسخه بسیار ضعیف‌تر»، نشان می‌دهد و سکانس‌های اکشن کاراکترش حذف شده‌اند و او نتوانسته قراردادش را تمدید کند (قرارداد اصلی مقرر می‌کرد که هرد برای دنباله ۲ میلیون دلار درآمد داشته باشد، دو برابر آنچه برای فیلم اول دریافت کرده‌بود) تا آن زمان، در ماه مهٔ ۲۰۲۲، درخواست حذف هرد از فیلم بیش از ۴ میلیون امضا دریافت کرد. والتر هامادا، رئیس دی‌سی فیلمز گفت که آنها در نظر داشتند که شخصیت پرنسس مِرا را مجدداً بسازند، اما این به دلیل نگرانی در مورد شیمیِ بین هرد و موموآ بود تا اتهامات سوء استفاده. او اضافه کرد که این سیاست استودیو است که قراردادهای تمام بازیگران را دوباره تمدید نکند و گفت که اندازه نقش هرد در طول ساخت دنباله تغییر نکرده‌است. او توضیح داد که این فیلم همیشه قرار بود یک «کمدی زوج‌هنری» باشد که بر رابطه‌ای بین آکوامن و اُرم /اوشن مستر تمرکز دارد.

### پیش‌تولید
دولف لاندگرن در فوریه ۲۰۲۱ گفت که در دنباله آن نقش شاه نرئوس را دوباره بازی می‌کند و انتظار می‌رود فیلمبرداری آن اواخر همان سال در لندن آغاز شود. یک ماه بعد، تاریخ شروع برنامه‌ریزی‌شده برای فیلمبرداری در ماه ژوئن مشخص شد، اگرچه احتمال اینکه این موضوع تحت تأثیر دنیاگیری کووید-۱۹ قرار گیرد وجود داشت. در ماه آوریل، برادران وارنر و دی سی اعلام کردند که توسعه فیلم ترنچ دیگر پیش نمی‌رود، زیرا استودیوها جایی برای اسپین‌آف در فهرست فیلم‌های خود ندارند و معتقد بودند که آکوامن ۲ برای گسترش فرنچایز کافی است. در حال حاضر در اواخر همان ماه، پیلو اسبک برای پیوستن به بازیگران فیلم وارد مذاکره شد. موموآ در ماه مه گفت که فیلمبرداری را در ماه جولای آغاز خواهد کرد، و وان یک ماه بعد اعلام کرد که دنباله آن آکوامن و قلمرو گمشده نام دارد و تمورا موریسون بازگشت خود را به عنوان پدر آکوامن توماس کوری تأیید کرد. ویلم دفو همچنین قرار بود نقش خود را در نقش نویدیس ولکو در فیلم اول بازی کند.

### موسیقی
روپرت گرگسون-ویلیامز در اوت ۲۰۲۱ اعلام کرد که برای ساختن موسیقی دنباله بازگشته است.

## انتشار
آکوامن و پادشاهی گم‌شده ۱۹ دسامبر ۲۰۲۳ در جریان یک رویداد در دگروو ات فارمرز مارکت در لس آنجلس به نمایش درآمد. این فیلم در ۲۲ دسامبر ۲۰۲۳ در ایالات متحده منتشر شد.

## بازخورد

### گیشه
تا ۲۹ دسامبر ۲۰۲۳، آکوامن و پادشاهی گم‌شده ۶۵٫۱ میلیون دلار در ایالات متحده و کانادا و نیز ۸۰٫۲ میلیون دلار در سایر کشورها فروش داشته‌است که فروش جهانی آن در کل به ۱۴۵٫۳ میلیون دلار رسیده‌است.
در ایالات متحده و کانادا، آکوامن و پادشاهی گم‌شده در کنار مهاجرت، هرکسی به‌جز تو و پنجه آهنین  منتشر شد و پیش‌بینی می‌شد در آخر هفته افتتاحیهٔ چهار روزه آن، حدود ۴۰ میلیون دلار فروش داشته باشد. این فیلم در نخستین روز اکران ۱۳٫۷ میلیون دلار به دست آورد که شامل ۴٫۵ میلیون دلار از پیش نمایش‌های پنجشنبه شب بود. فروش آن به ۲۷٫۷ میلیون دلار رسید و چهارمین فیلم کم‌فروش دنیای توسعه‌یافتهٔ دی‌سی و دومین فیلم کم‌فروشی بود که تحت تأثیر دنیاگیری کووید-۱۹ قرار نداشت. سپس در روز کریسمس ۱۰٫۶ میلیون دلار به دست آورد که مجموعاً ۳۸٫۳ میلیون دلار برای چهار روز بود.

### منتقدان
این فیلم از طرف منتقدان با نقدهای منفی مواجه شد. در وبگاه جمع‌آوری نقد راتن تومیتوز، ٪۳۵ از ۱۷۶ بررسی منتقدان مثبت است، و میانگینِ امتیاز آن ۴٫۹/۱۰ است. اجماع این وبگاه چنین می‌نویسد: «جیسون موموآ همچنان بازیگر مردِ اصلی توانا و پایبند است، با این وجود طرفدارهای دو آتیشهٔ دی‌سی نیز ممکن است احساس کنند آکوامن و پادشاهی گم‌شده به آب‌های مرسوم پایبند است.» این فیلم در متاکریتیک که از میانگین وزنی استفاده می‌کند، بر اساس نظر ۳۰ منتقدین امتیاز ۴۳ از ۱۰۰ را کسب کرده که نشان‌گر «نقدهای مختلط یا متوسط» است. تماشاگرانی که توسط سرویس سینماسکور مورد بررسی قرار گرفتند به این فیلم نمره «B» در مقیاس A+ تا F دادند، و آنهایی که توسط پست‌ترک نظرسنجی شدند نمره کلی ۶۹ درصد مثبت را به آن دادند و ۵۰ درصد از آن‌ها گفتند که قطعاً این فیلم را توصیه می‌کنند.